# Albert Brengel
Albert Brengel (* 28. Februar 1896 in Mimbach (Blieskastel); † 24. Juli 1967 in Saarbrücken) war ein deutscher Ökonom und Arbeitspädagoge.
Im Jahr 1925 wurde Brengel Diplom-Handelslehrer, 1931 unterrichtete er als Diplomkaufmann und Handelsstudienrat an der kaufmännischen Berufsschule St. Ingbert. 1937 begann Brengel am Arbeitswissenschaftlichen Institut der Deutschen Arbeitsfront (AWI) zu arbeiten. Mit seiner vom AWI geförderten Heidelberger Dissertation 1941 schuf er ein neues Bewertungssystem für alle Arten von Lohnarbeit, das den ideologischen Vorstellungen der NS-Volksgemeinschaft entsprach. Es stellte einen Versuch dar, die Lohnhöhe zu objektivieren und damit dem „Klassenkampf“ zu entziehen. Jede Art der Tätigkeit wurde einzeln nach Schwierigkeit geprüft und bepunktet. Die Summe war die Grundlage des Lohns. Der Reichsverband der Deutschen Industrie fand dieses System zu abstrakt gegenüber der gesellschaftlichen Wirklichkeit, d. h. der Marktwert der Arbeit wurde nicht beachtet und damit ein wichtiges kapitalistisches Prinzip missachtet. Mit Adolf Bauer konnte Brengel dieses System 1948 in die westdeutsche Lohndiskussion über einen gerechten Lohn einbringen, indem es in den NSU-Werken Neckarsulm verfolgt wurde. Sein System wurde aber in den folgenden Jahren nicht weiter verfolgt.
Mitte der 1950er Jahre leitete Brengel das saarländische Landesseminar für Handelsschulreferendare und war Oberstudiendirektor an der Handelsschule Saarbrücken.

## Schriften
- Die Bewertung der Arbeit. Eine Darstellung ihrer Probleme., Berlin 1942 [=Dissertation Heidelberg, Saarbrücken 1941]
- Richtlinien und Anweisung zur Arbeitsbewertung in der Praxis, Stuttgart 1948 (4. Aufl. 1959)
- Wirklichkeit und Problematik des berufsbildenden Schulwesens im Saarland, Saarbrücken 1961
- Bildung und Wirtschaft : 50 Jahre Diskussion um die wirtschaftsberuflichen Schulen, Bad Homburg 1967